# Гелантиум нежный
Гелантиум не́жный (лат. Helanthium tenellus) — травянистое гелофитное растение, вид рода Гелантиум (Helanthium) семейства Частуховые (Alismataceae). Вид более известен среди аквариумистов под синонимом эхинодорус нежный и под обиходным называнием «карликовая амазонка».

## Описание
Многолетние гелофитное растение высотой 7–10 см. Листья ланцентные, сильно вытянутые, вершина заострённая, собранные в розетку. Черешки отсутсвуют. Окраска листьев ярко-зелёная. 
Внешне вид очень похож на стрелолист шиловидный (Sagittaria subulata), но ширина его листовых пластинок не превышает 3 мм, в то время как у стрелолиста они обычно 5 мм или больше.

## Ареал
В природе встречается в Северной, Центральной и Южной Америке.

## Культивирование

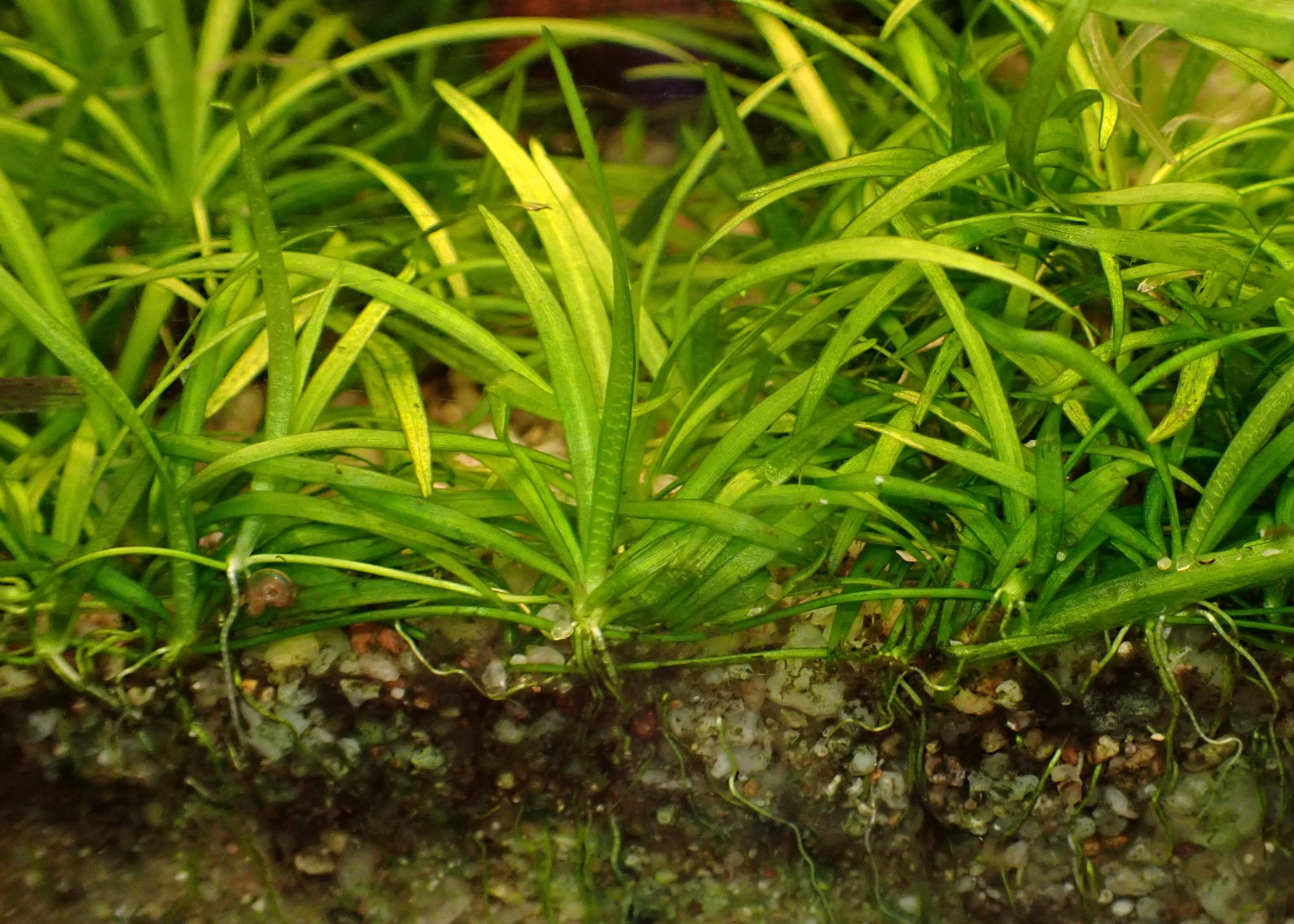
Подводные формы

При содержании растения в аквариуме оптимальная температура составляет 24—26, однако растение переносит её колебания от 18 до 30 °C. Жёсткость воды должна быть не менее 4 немецких градусов, в более мягкой воде происходит быстрое разрушение старых листьев. pH может изменяться в широких пределах, однако предпочтительна, как и для всех представителей рода, нейтральная или слабощелочная среда. Желательна периодическая подмена части воды. Если аквариум не очень сильно заросший, необходимости во внесении минеральных удобрений нет. Освещение должно быть сильным, по спектральному составу возможно близким к естественному. При недостаточном освещении растение вытягивается и его листья приобретают зеленовато-жёлтый оттенок. Световой день должен составлять 10—14 часов. Грунт должен состоять из крупного песка и быть обильно заилённым, при недостаточном количестве ила растение развивается медленно. Толщина слоя грунта достаточна в 2—3 сантиметра.
Эхинодорус нежный может также расти во влажной оранжерее, палюдариуме или террариуме. 
В аквариуме нежный эхинодорус размножается вегетативно, образуя 2—3 уса, на которых появляются дочерние растения. Такие усы можно отделять от материнского растения и пересаживать. В оранжерее эхинодорус цветёт и после искусственного опыления через 1,5—2 месяца созревают семена, которые проращивают в песке, покрытом тонким слоем воды.

## Синонимы
Согласно данным GBIF на август 2025 года в синонимику вида входят следующие названия:
- = Alisma ranunculoides var. brasiliense A.St.-Hil.
- ≡ Alisma tenellum Mart.
- ≡ Alisma tenellum Mart. ex Schult.f.basionym
- = Echinodorus parvulus Engelm.
- = Echinodorus parvulus f. randii Fassett
- = Echinodorus subulatus Engelm.
- = Echinodorus tenellus (Mart. ex Schult.f.) Buchenau
- = Echinodorus tenellus f. randii Fassett
- = Echinodorus tenellus var. ecostatus Fassett
- = Echinodorus tenellus var. parvulus (Engelm.) Fassett
- = Echinodorus tenellus var. tenellus (Mart. ex Roem. & Schult.) Buchenau
- = Helanthium parvulum (Engelm.) Small
- = Helanthium tenellum (Mart.) Britton
- = Helanthium tenellus (Mart. ex Schult. & Schult.f.) Buchenau
- = Helianthium parvulum (Engelm.) Small
- = Helianthium tenellum (Mart. ex Schult.f.) J.G.Sm.
- = Helianthium tenellum (Mart.) Britton
- = Sagittaria tenella (Mart. ex Schult.f.) Kuntze